# Екуменічний соціальний тиждень
Екуменічний соціальний тиждень (ЕСТ) — проєкт Інституту екуменічних студій [Архівовано 11 листопада 2010 у Wayback Machine.] Українського католицького університету. Це міжнародний форум, який прагне, в тому числі і через прийняття законопроєктів, покращення соціального добробуту нації, сприяє залученню громадянського суспільства до справедливої та солідарної державної політики та інтеграції України в міжнародний демократичний, мирний та екуменічний простір.

## Місія
Досягнення благополуччя суспільства через покращення соціальної політики шляхом пошуку консенсусу в об'єднанні зусиль влади, Церков, бізнесу та громади.

## Мета
Об'єднання соціальних та доброчинних організацій, Церкви, університетів, молодіжних асоціацій, філантропічних фундацій, сектору бізнесу, а також державних інституцій (мерії, обласної адміністрації та інших) навколо пропозицій, що можуть отримати широке схвалення.

## Цілі та завдання
- Сформувати місце діалогу усіх секторів суспільства для попередження та подолання кризових явищ
- Залучати додаткові інвестиції для вирішення соціальних проблем
- Створити Національну мережу Екуменічних Соціальних Тижнів в Україні
- Лобіювати прийняття законопроєкту «Відсоткова філантропія»
- Розробити та лобіювати нові законодавчі ініціативи задля покращення соціальної політики держави

## Результати
1. реєстрація законопроєкту «Відсоткова філантропія» у Верховній Раді України
2. підписання резолюцій та меморандуму, подальша співпраця соціальних організацій, Церков та влади в напрямку покращення соціального добробуту
3. налагодження співпраці та ефективної комунікації між учасниками ЕСТ з України та з-за кордону
4. створення Національної мережі ЕСТ України
5. реалізація проєкту «Обсерваторія успішних ініціатив»

## Історія
- Історія Соціальних тижнів у світі
  - 1904 р. — 1-й Соціальний тиждень в Франції
  - 1964 р. — 1-й Соціальний тиждень в Італії
  - 2002 р. — 1-й Соціальний тиждень в Польщі
  - 2008 р. — 1-й Соціальний тиждень в Україні
  - 2009 р. — 1-й Соціальний тиждень в Німеччині
  - 2010 р. — 1-й Соціальний тиждень в Словенії

Соціальні тижні відбуваються також у Великій Британії, Хорватії, Латвії, Бельгії та ін.
Країни, в яких проходять Соціальні тижні, об'єднані в мережу Соціальних тижнів Європи ІХЕ.
У Європі Соціальні тижні є ініціативою мирян, які належать до різних Церков.
Вийшовши з середовища Церкви, Соціальні тижні привабили нерелігійних осіб, які прагнуть сприяти побудові кращого світу в дусі злагоди й миру.
- З 2008 року у Львові проходять Екуменічні соціальні тижні (ЕСТ) за ініціативи Інституту екуменічних студій [Архівовано 11 листопада 2010 у Wayback Machine.]Українського католицького університету УГКЦ [Архівовано 18 березня 2022 у Wayback Machine.]:
  - 2008 р. «Кооперативний рух»
  - 2009 р. «Соціальна відповідальність»
  - 2010 р. «Довіра. Відповідальність. Філантропія»
  - 2011 р. «Реформи через довіру»
  - 2012 р. «Майбутнє демократії в Україні»

## Співорганізатори ЕСТ у Львові
- Інститут екуменічних студій [Архівовано 11 листопада 2010 у Wayback Machine.]
- Український католицький університет УГКЦ [Архівовано 18 березня 2022 у Wayback Machine.]
- Національний університет «Львівська політехніка» [Архівовано 13 листопада 2016 у Wayback Machine.]
- Львівська міська рада [Архівовано 25 лютого 2011 у Wayback Machine.]
- Львівська обласна рада
- Львівська обласна державна адміністрація [Архівовано 13 травня 2016 у Wayback Machine.]

Експертна рада ЕСТ
Вона складається з представників співорганізаторів ЕСТ у Львові. Вивчає орієнтації та теми засідань ЕСТ. Вона збирається принаймні двічі на рік та під час ЕСТ.

## Екуменічний Соціальний Тиждень у Львові
У 2008 році з ініціативи Інституту екуменічних студій був проведений 1-й Екуменічний соціальний тиждень. Він був присвячений «Кооперативному рухові в Україні». Близько п'ятдесяти закордонних експертів приїхали підтримати зусилля соціальних організацій, які працюють з узалежненими, особами похилого віку, неповносправними та дітьми вулиці. Експертна група, до якої ввійшли представники різних інституційних, дисциплінарних та конфесійних кіл, утворена з нагоди Першого українського Екуменічного соціального тижня, на прес-конференції 13 червня 2008 року подала перший текст, до якого увійшли консенсусні моменти, що існують між християнами різних конфесій в Україні стосовно соціальних питань.
5 — 11 жовтня 2009 року у Львові відбувся 2-й Екуменічний соціальний тиждень (2 ЕСТ) «Соціальна відповідальність». Участь у ньому взяли понад тисячу осіб. Метою проведення Тижня стала нагальна потреба обговорення і вирішення соціальних питань, обміну досвідом іноземних і українських колег, пошуку шляхів співпраці. Окрім цього Експертною Радою ЕСТ був напрацьований законопроєкт «Відсоткова філантропія», який спрямований на допомогу громадським неприбутковим організаціям. Виходячи із стратегії цього законопроєкту кожен платник податку раз на рік може відрахувати 2 % на користь обраної ним організації. В результаті 2-го ЕСТу цей законопроєкт був зареєстрований у Верховній Раді України.
3-й Екуменічний соціальний тиждень 2010 року «Довіра. Відповідальність. Філантропія». Важливі питання, які обговорили під час 3-го Форуму це: становлення та розвиток філантропії в Україні та світі, довіра та відповідальність як основа соціального партнерства між Церквами та владою, бізнесом і соціальними організаціями, питання особистої відповідальності у сфері охорони здоров'я, роль ЗМІ у вирішенні суспільних проблем, а також християнське виховання молоді і специфіка викладання християнської етики у школах. Загалом заходи в рамках 3-го ЕСТу відвідали близько 3,000 людей. Результатом Тижня стало створення Національної мережі ЕСТ. Експертна рада Форуму висловила свою підтримку законопроєкту «Про громадські організації», було проведено пленарне засідання «Ефективне законодавство як основа розвитку громадянського суспільства», на якому були представлені та обговорені нові законодавчі ініціативи, що сприяють розвитку громадянського суспільства в країні. Було написано висновок та рекомендації щодо внесення змін до податкового кодексу України.
4-й Екуменічний соціальний тиждень 2011 року «Реформи через довіру».
4-й ЕСТ виніс на порядок денний питання реформ та їх здійснення саме через довіру, зокрема, шляхом відновлення та формування довіри в українському суспільстві. У 4-му Форумі взяли участь вітчизняні та зарубіжні експерти, які поділилися своїм досвідом соціального служіння, науково-практичної діяльності, спрямованої на формування довіри та сприяння процесу реформ. Учасники 4-го ЕСТу задекларували передовий український та зарубіжний науково-практичний досвід, окреслили передові підходи та соціальні технології, що вже здобули визнання та знайшли застосування у світовій практиці, та наголосили на доцільності їх використання з урахуванням особливостей українського суспільства. Усі ці пропозиції включені у Резолюцію 4 Екуменічного соціального тижня.
5-й ЕСТ — Майбутнє демократії в Україні", 24-30 вересня 2012 року.
Тему Форуму обрано невипадково, попри те, що в Конституції України, яка є основним законом нашої держави, закладені загальні основи для розвитку прямої демократії в нашій державі, ми бачимо гальмування процесу демократизації та зниження рівня розвитку громадянського суспільства загалом. Так, в ст. 1 та ст. 5 Конституції закріплено, що народ України здійснює первісну та верховну владу в країні, є носієм суверенітету і єдиним джерелом влади в державі. До того ж Конституцією визнано право народу здійснювати владу безпосередньо, а також через органи державної влади та органи місцевого самоврядування. Усвідомлюючи це, ми розуміємо, що сучасний розвиток демократичних цінностей в Україні потребує участі громадян у суспільно-політичних процесах. Вирішенням цих нагальних питань українського суспільства і був присвячений цьогорічний Екуменічний соціальний тиждень, завдання, якого полягає у сприянні активізації діяльності громадян; розробці резолюції 5 Екуменічного соціального тижня, сприянні розвитку громадянського суспільства в Україні; рівності прав громадян з особливим потребам; поширенню досвіду ЕСТ по Україні.
Програма Екуменічного соціального тижня була доволі насичена. Кожен учасник знайшов для себе можливість узяти участь у різнопланових заходах для різних цільових аудиторій.
Серед почесних гостей та доповідачів Екуменічних соціальних тижнів були:
1 ЕСТ 2008 року: Кардинал Любомир Гузар, Архієпископ УГКЦ, Даніель Шмідт, віце-президент фонду Бредлі, США, Жан Поль Везіан, Надзвичайний і Повноважий Посол Франції в Україні, Іван Юркович, Апостольський нунцій в Україні, Мішель Камдесю, Екс-генеральний директор Міжнародного валютного фонду, Франція, Володимир Стретович, народний депутат України, Юрій Мірошниченко, народний депутат України, Людмила Денісова, Міністр праці та соціальної політики, Катерина Ющенко, МБФ «Україна 3000», Женев'єв Гедан, директор соціального департаменту Паризької міської ради.
2 ЕСТ 2009 року: Магдалена Богнер, член Наглядової Ради фундації «РЕНОВАБІС», Німеччина, Пйотр Мазуркевіч, Генеральний секретар Комісії Єпископських Конференцій Європейського Союзу, Олександр Доброєр, директор Європейського інституту соціальних комунікацій, Володимир Вятрович, директор Департаменту архівного забезпечення СБУ, Франс Гоппенброуверс, фундація «Комунікантес», Нідерланди, Томас Ваєр, виконавчий директор структурного осередку німецько-польсько-українського товариства в Україні, Ганс-Герт Пьоттерінг, екс-президент Європарламенту, Ганс-Юрген Гаймзьот, Посол ФРН в Україні, Норберт Нойгауз, фундація Роберта Шумана.
3 ЕСТ 2010: Мартін Райзер, голова Представництва Світового Банку в справах України, Білорусі та Молдови, Бернард Шеневез, віце-президент Соціальних тижнів Франції, Марк Гарді, директор Неприбуткових Адміністративних Програм Університету Нотр Дам, США, Ромен Гует, доцент, відділ етики, Католицький університет Лілля, Франція, Руслан Краплич, директор Антикризової гуманітарної програми Міжнародного фонду «Відродження», Анатолій Козак, генеральний секретар Карітас Україна, Анна Гулевська-Черниш, директор «Українського форуму благодійників», Даніель Карон, посол Канади в Україні, Рулан Жиленко, директор «Карпатського фонду», Олександр Ільєнко, головний спеціаліст відділу сприяння розвитку громадянського суспільства Секретаріату Кабінету Міністрів України, Максим Лациба, керівник програм Українського незалежного центру політичних досліджень, Сергій Летенко, Президент ВБФ «Дитячий світ», Іван Малкович, директор видавництва «А-БА-БА-ГА-ЛА-МА-ГА».
4 ЕСТ 2011: Олександр Максимчук, фонд «Україна 3000», Маріус Вісмантас, координатор програм Світового банку по Україні, Білорусі та Молдові, отець Даніель Макдональд, віце-ректор Папського Григоріанського Університету, Роберт Брінклі, Надзвичайний і Повноважний посол Сполученого Королівства Великої Британії і Північної Ірландії в Україні (2002—2006), Марія Новак, президент Асоціації ADIE, Франція, Ліонел Дж. Квінелл, директор корпорації HQS Consulting Services, Канада, Тетяна Шаповалова, Міністерство освіти та науки, молоді і спорту України, Віра Нанівська, директор Міжнародного центру перспективних досліджень.
5 ЕСТ 2012: Жером Віньйон, Президент Соціальних тижнів Франції, Ірина Бекешкіна, Голова Фонду «Демократичні ініціативи», Арсеній Яценюк, Голова Об'єднаної Опозиції ВО «Батьківщина», Марія Новак, Голова Асоціації «Право на економічну ініціативу», Лі Квінел, директор корпорації HQS Consulting Services, Владика Філарет Кучеров (УПЦ МП), Владика Борис Гудзяк (УГКЦ, Андрій Куликов, журналіст, медіа-експерт і т. д.

## Національна мережа Екуменічних Соціальних Тижнів в Україні
Національна мережа ЕСТ є добровільним об'єднанням організацій, органів влади, навчально-освітніх закладів, Церков, фізичних осіб та створена на основі Центрального бюро ЕСТ у Львові.
Мета діяльності Мережі ЕСТ полягає у поширенні ідей та моделі позитивного діалогу та співпраці між Церквами, владою, бізнесом, громадським сектором для вирішення важливих проблем суспільства, окрім цього — це сприяння залученню додаткових ресурсів для розбудови громадянського суспільства в регіоні та Україні загалом.
Парнери Мережі: http://esweek.org.ua/index.php/en/natsionalna-merezha-est/partneri.html%5Bнедоступне+посилання+з+липня+2019%5D
Завдання Національної мережі:
- Створення регіональних бюро ЕСТ з залученням представників місцевої влади, громадського сектора, представників найбільших Християнських Церков як співорганізаторів
- Проведення інформаційних днів ЕСТ
- Поповнення бази Обсерваторії успішних ініціатив цікавими та вагомими проєктами, здійсненими у регіоні
- Поширення інформації про ЕСТ
- Поширення інформації про проєкти, зокрема про законопроєкт «Відсоткова філантропія», конкурс «Репортери надії в Україні», базу Обсерваторія успішних ініціатив